# Acantharachne madecassa
Acantharachne madecassa är en spindelart som beskrevs av Emerit 2000. Acantharachne madecassa ingår i släktet Acantharachne och familjen hjulspindlar.
Artens utbredningsområde är Madagaskar. Inga underarter finns listade i Catalogue of Life.